# Kopa (Wielka Fatra)

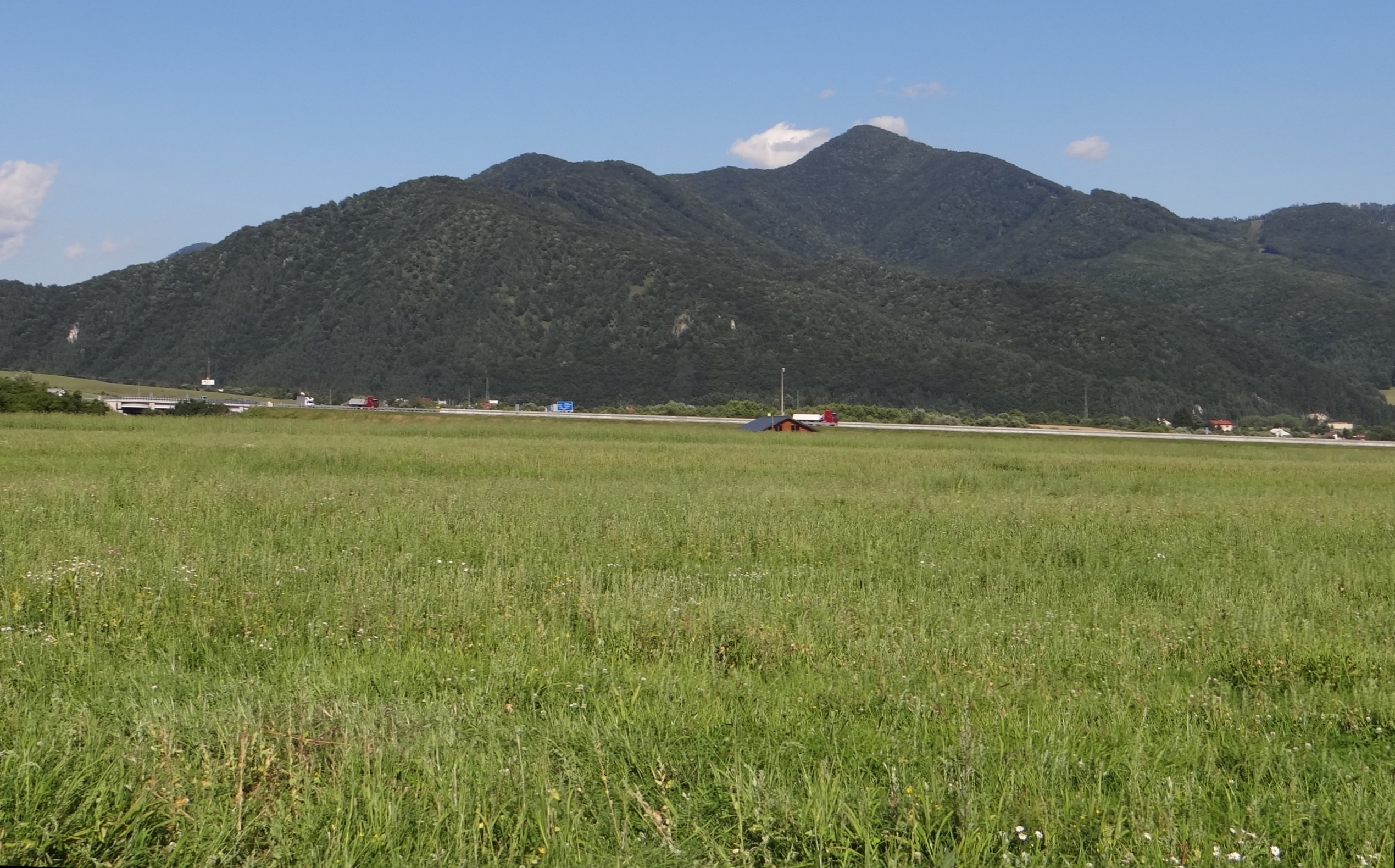
Widok na Kopę z Kotliny Turczańskiej

Kopa (1187 m n.p.m.) – szczyt w grupie górskiej Wielkiej Fatry w Karpatach Zachodnich na Słowacji.

## Położenie
Szczyt Kopy stanowi kulminację potężnego masywu, stanowiącego zakończenie zachodniej (turczańskiej) gałęzi Wielkiej Fatry. Masyw ten wypełnia wielkie kolano Wagu między miejscowościami Ľubochňa na wschodzie, Rojkov i Kraľovany na północy oraz Krpeľany na zachodzie. Z biegnącym dalej na południe grzbietem wspomnianej zachodniej gałęzi Wielkiej Fatry masyw Kopy łączy przełęcz Ľubochnianske sedlo (701 m). Oprócz głównego wierzchołka w masywie Kopy wyróżniono jeszcze dwa inne: Sokol (783 m) w zachodnim grzbiecie opadającym do Krpeľańskiego zalewu oraz Vysoký grúň (883 m) nad wsią Ľubochna.

## Geologia – morfologia
Masyw Kopy zbudowany jest głównie z wapieni i dolomitów. Stoki masywu opadające wprost ku dolinie Wagu i lustrze wody zbiornika wodnego Krpeľany bardzo strome, mocno rozbudowane i pocięte szeregiem dolinek i niewielkich żlebów. Na zboczach północnych i północno-wschodnich w górnej części stoków wiele wychodni skalnych. Tu też szereg jaskiń o długości korytarzy do ok. 100 m. Stoki południowo-zachodnie, opadające ku Przełęczy Lubochniańskiej, nieco łagodniejsze.

## Przyroda ożywiona
Praktycznie cały masyw Kopy jest zalesiony. W pasie regla dolnego przeważa tu buczyna karpacka, zaś wyżej aż po szczyt sięga pas górnoreglowego boru świerkowego. Na łagodniejszych stokach południowych szereg polan, kiedyś intensywnie wypasanych lub koszonych (nieliczne pozostałości szałasów i szop na siano).
Masyw Kopy znajduje się w strefie ochronnej Parku Narodowego Wielka Fatra. Na jego wschodnich zboczach utworzono duży rezerwat przyrody Korbeľka. Są też dwa pomniki przyrody: Rojkovské rašelinisko i Rojkovská travertínová kopa – obydwa u północno-wschodnich podnóży w Stankowanach.

## Turystyka
Szczyt Kopy nie jest nadmiernie często odwiedzany przez turystów. Widoki ze szczytu (zalesionego) są fragmentaryczne. Znacznie bardziej interesujące są widoki z polan na stokach południowych, obejmują one panoramę masywu Kľaku oraz wgląd w Kotlinę Turczańską i w głąb Doliny Lubochniańskiej aż po Ploską i Borišov. Na szczyt prowadzą trzy znakowane szlaki turystyczne:
 Krpeľany, vod. nádrž. – Kopa. Odległość 5,6 km, suma podejść 770 m, suma zejść 30 m, czas przejścia 2:20 h, z powrotem 1:40 h
 Ľubochnianske sedlo – Kopa. Odległość 4,3 km, suma podejść 540 m, suma zejść 140 m, czas przejścia 1:50 h, z powrotem 1:30 h
 Ľubochna, obec – dolina Korbeľka – Kopa. Odległość 4,8 km, suma podejść 800 m, suma zejść 90 m, czas przejścia 3:20 h, z powrotem 2:35 h